# 加藤哲夫 (法学者)
加藤 哲夫（かとう てつお、1949年6月16日 - 2024年12月14日）は、日本の法学者（倒産処理法・民事訴訟法）、弁護士。前早稲田大学大学院法務研究科教授。東京都渋谷区出身。指導教授は櫻井孝一。

## 来歴・人物
東京都出身。1968年東京都立青山高等学校卒業、1972年早稲田大学第一法学部卒業、1977年早稲田大学大学院法学研究科博士課程単位取得退学、1977年早稲田大学法学部専任講師、1979年早稲田大学法学部助教授を経て、1984年早稲田大学法学部教授。また、2002年から2006年まで早稲田大学法学部長。ロースクールと学部を兼任。法学部では、倒産法ゼミの他に、民事訴訟法ゼミも担当しており、いずれも高倍率の学生からの人気が高いゼミとなっていた。2008年3月早稲田大学にて「企業倒産処理法制における基本的諸相」にて法学博士を受く、2014年早稲田大学大学院法務研究科教授、2015年弁護士登録、2015年東京双和法律事務所顧問、2020年早稲田大学大学院法務研究科教授を定年退職。
この他に、1998年から2000年まで旧司法試験第二次試験考査委員などを務めた。

## 研究テーマ
- 倒産法における担保権の処遇
- 個人債務者更生手続きのあり方

## 在外研究等
- カリフォルニア大学バークレー校ロースクール　客員研究員（1984年から1986年まで）

## 著書・論文等
- 『ハンドブック個人再生手続』（有斐閣）
- 『破産法[第6版]』（弘文堂）
- 『倒産判例ガイド[第2版]』（有斐閣）
- 『現代法講義・破産法』（青林書院）
- 『民事訴訟法・民事執行法・民事保全法』（法学書院）
- 『演習ノート　民事訴訟法[第5版]』（法学書院）
- 『演習ノート 民事執行法・民事保全法[第4版]』（法学書院）
- 『破産法比較条文の研究 (学術選書プラス10)』（信山社出版）

## 所属学会
- 日本民事訴訟法学会（理事（雑誌担当）、1995年-1998年、国内）
- 日本民事訴訟法学会（理事（大会担当）、1998年-2001年、国内）
- 日本民事訴訟法学会（理事（総務担当）、2001年-2004年、国内）
- 日本民事訴訟法学会（国際交流委員会委員、2004年-2010年、国内）
- 日本民事訴訟法学会（理事長、2010年-2013年、国内）
- 日本公証法学会（理事長、国内）
- 日米法学会
- 日本私法学会